# Mise au tombeau de Plourac'h
Pour les articles homonymes, voir La Mise au tombeau.

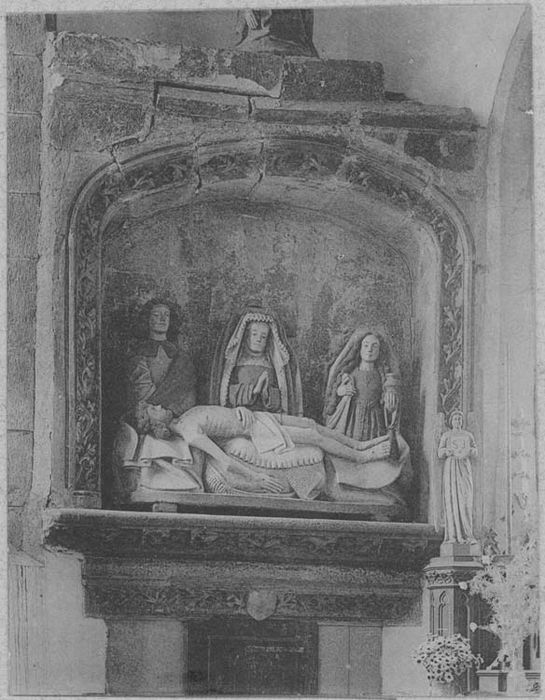
Mise au tombeau du Christ à Plourac'h

La mise au tombeau de l'église Saint-Jean-Baptiste à Plourac'h, une commune du département des Côtes-d'Armor dans la région Bretagne en France, date du XVIe siècle. La mise au tombeau en pierre est classée monuments historiques au titre d'objet depuis le 29 janvier 1912.
Le groupe sculpté en haut-relief représente le dernier épisode de la Passion du Christ. 